# Morti nel 1536
| Questa pagina contiene informazioni ricavate automaticamente dalle voci biografiche con l'ausilio del template Bio e di un bot. L'aggiornamento è periodico e automatico e ricostruisce completamente la pagina. Se manca una persona in questa lista, sei pregato di non aggiungerla, ma accertati piuttosto che la sua voce biografica contenga il template Bio e che i dati anagrafici siano correttamente compilati. Se il template Bio manca, inseriscilo tu stesso o, in alternativa, metti l'avviso {{tmp\|Bio}} che ne segnala la mancanza. Se i dati riportati sono sbagliati, correggi direttamente la voce biografica; le modifiche saranno visibili in questa lista entro pochi giorni. Per chiarimenti vedi il progetto biografie. La lista contiene solo le 74 persone che sono citate nell'enciclopedia e per le quali è stato implementato correttamente il template Bio. Pagina aggiornata al 2 giu 2025. |

## Gennaio(4)
- 6 gennaio - Baldassarre Peruzzi, architetto, pittore e scenografo italiano (n. 1481)
- 7 gennaio - Caterina d'Aragona, principessa spagnola (n. 1485)
- 20 gennaio - Renzo degli Anguillara, generale italiano
- 22 gennaio - Bernhard Knipperdolling, politico tedesco

## Febbraio(1)
- 25 febbraio - Jakob Hutter, predicatore e teologo austriaco (n. 1500)

## Marzo(3)
- 8 marzo - Giovanni Manardo, medico, botanico e umanista italiano (n. 1462)
- 15 marzo - Pargali Ibrahim Pascià, funzionario ottomano (n. 1493)
- 26 marzo - Francesco Grazioli, architetto e scultore italiano

## Aprile(3)
- 4 aprile - Federico I di Brandeburgo-Ansbach, nobile (n. 1460)
- 4 aprile - Marin Sanudo il Giovane, storico e politico italiano (n. 1466)
- 27 aprile - Johann Apel, giurista e umanista tedesco (n. 1486)

## Maggio(5)
- 12 maggio - Ercole Gonzaga di Novellara, nobile italiano
- 17 maggio - George Boleyn, nobile inglese (n. 1504)
- 17 maggio - Mark Smeaton, musicista inglese
- 19 maggio - Anna Bolena, sovrana britannica (n. 1507)
- 31 maggio - Carlo I di Münsterberg-Oels, nobile boemo (n. 1476)

## Giugno(2)
- 2 giugno - Giovanni Stewart, generale scozzese (n. 1481)
- 29 giugno - Bernardo III di Baden-Baden, nobile tedesco (n. 1474)

## Luglio(2)
- 12 luglio - Erasmo da Rotterdam, presbitero, teologo e umanista olandese
- 23 luglio - Henry FitzRoy, I duca di Richmond e Somerset, nobile inglese (n. 1519)

## Agosto(7)
- 9 agosto - Margherita di Foix-Candale, nobile (n. 1473)
- 10 agosto - Francesco di Valois, duca francese (n. 1518)
- 13 agosto - Gonzalo Guerrero, marinaio spagnolo (n. 1470)
- 24 agosto - Giovanna Carafa, nobildonna italiana
- 24 agosto - Sante Pagnini, biblista e monaco cristiano italiano (n. 1470)
- 24 agosto - Quizu Yupanqui, condottiero inca
- 31 agosto - Kaspar von Frundsberg, condottiero tedesco (n. 1501)

## Settembre(5)
- 1º settembre - Luigi Caracciolo, vescovo cattolico italiano
- 3 settembre - Petrus Blomevenna, teologo, scrittore e monaco cristiano tedesco (n. 1466)
- 15 settembre - Antonio de Leyva, condottiero e nobile spagnolo (n. 1480)
- 26 settembre - Didier de Saint-Jaille, militare francese
- 27 settembre - Felice della Rovere, nobildonna italiana (n. 1483)

## Ottobre(4)
- 7 ottobre - Sebastiano di Montecuccoli, nobile italiano
- 14 ottobre - Garcilaso de la Vega, scrittore spagnolo
- 15 ottobre - Germana de Foix, regina (n. 1488)
- 18 ottobre - Benedetto Tagliacarne, umanista e vescovo cattolico italiano (n. 1480)

## Novembre(1)
- 3 novembre - Sigismondo Pappacoda, cardinale e vescovo cattolico italiano (n. 1456)

## Dicembre(2)
- 21 dicembre - John Seymour, nobile inglese
- 31 dicembre - Margareta Eriksdotter Vasa, nobildonna svedese (n. 1497)

## Senza giorno specificato(35)
- Pieter van Aelst, artista fiammingo
- Ettore Boezio, storico scozzese (n. 1465)
- Ludovico Bonaccioli, medico, editore e umanista italiano (n. 1475)
- Galeazzo Campi, pittore italiano
- Giambattista Casali, diplomatico e vescovo cattolico italiano
- Francisco de las Casas, militare spagnolo (n. 1461)
- Felipillo, traduttore peruviano
- Pedro Fernández de Lugo, esploratore spagnolo (n. 1475)
- Giovanni Antonio Flaminio, letterato e religioso italiano (n. 1464)
- Antonello Freri, scultore italiano (n. 1478)
- Antonello Gagini, scultore e architetto italiano (n. 1478)
- Cecilia Gallerani, nobildonna e poetessa italiana (n. 1473)
- Bartolomeo Ghetti, pittore italiano
- Giovanni di Leida, religioso olandese
- Agostino Giustiniani, vescovo cattolico italiano (n. 1470)
- Hiraga Genshin, militare giapponese
- Nicola Maffei, ambasciatore italiano (n. 1487)
- Matsudaira Kiyoyasu, militare giapponese (n. 1511)
- Diego Hurtado de Mendoza y Lemos, nobile e militare spagnolo (n. 1468)
- Diego Méndez de Segura, esploratore spagnolo (n. 1475)
- Arnoldo di Nimega, artista e vetraio olandese (n. 1475)
- Guillaume Parvy, vescovo cattolico e umanista francese
- Piloto, orafo e scultore italiano
- Juan Pizarro, militare spagnolo (n. 1511)
- Gerolamo Sansoni, vescovo cattolico italiano (n. 1490)
- Ludovico II di Savoia-Racconigi, nobile
- Nicolas Storch, predicatore tedesco
- William Tyndale, teologo e biblista britannico
- Theodoricus Tzwyvel, tipografo, compositore e matematico tedesco (n. 1490)
- Gil Vicente, drammaturgo e poeta portoghese (n. 1465)
- Tommaso Vincidor, pittore e architetto italiano (n. 1493)
- Pablo Xochiquentzin, re azteco
- Garcia de Resende, poeta e storiografo portoghese (n. 1470)
- Pedro Fernández de Villegas, religioso e umanista spagnolo (n. 1453)
- Simone V di Lippe, nobile tedesco (n. 1471)